# Pirámide humana
Una pirámide humana es una formación acrobática de tres o más personas en la que dos o más personas apoyan a un nivel de personas superiores, que a su vez pueden apoyar a otros niveles superiores de personas. 
Por razones prácticas, las personas más ligeras a menudo se colocan más arriba en la formación y las personas más fuertes y pesadas se encuentran más cerca de la base. Las pirámides humanas se realizan en diversas actividades, incluidas la animación y las acrobacias de circo.

## Tradiciones que involucran pirámides humanas

### China
- Las pirámides humanas a menudo se forman para alcanzar el bollo durante el Festival del Bollo Chino.

### República Checa
- Sokol es una organización de movimiento deportivo juvenil y gimnasia fundada en la región checa de Austria-Hungría, Praga, en 1862. Fue principalmente un centro de entrenamiento físico para la nación. El movimiento también se extendió por otras regiones eslavas. Algunos de los ejercicios de Sokol incluyeron pirámides humanas.

### India
- Durante el festival hindú Pirámide humanaKrishna Janmashtami en Maharashtra , los hombres jóvenes forman pirámides humanas para alcanzar ollas llenas de cuajada y mantequilla y suspendidas por encima del suelo como parte del ritual Dahi Handi .

### España
- Algemesí celebra anualmente un Festival de la Pirámide Humana el 8 de septiembre como un componente de la Fiesta de la Virgen de la Salud. Las muixeranga , o acróbatas , forman las torres humanas.
- Cataluña

Artículo principal: Castell
Los "castellers" de Cataluña forman pirámides humanas, llamadas castells ("castillos"), de hasta diez hombres de altura. En Cataluña, varias estatuas conmemoran esta antigua tradición. En Tarragona, los castellers forman torres humanas durante el Festival de Santa Tecla en septiembre y durante el festival de Sant Magi, que se celebra anualmente a mediados de agosto.
Los Halcones son equipos tradicionales en Cataluña que construyen pirámides y torres humanas. Siguen reglas diferentes de las de los castells.
Pirámide humana construida por un equipo de "Halcones" en Cataluña

### Estados Unidos
- Se utiliza en la vinculación, por ejemplo, como parte de un ritual de novatadas en la fraternidad universitaria de América del Norte , o en una variación llamada pirámide de azotes , adecuada como castigo colectivo , en el que las promesas, a menudo desviadas, se reman en la parte posterior convenientemente sobresaliente. Pirámide humanaDahi HandiPirámide humana Pirámide humana
- Los Boy Scouts y Girl Scouts pueden realizar competencias donde la patrulla que construye una pirámide humana usando a todos los exploradores de su patrulla más rápido, gana.
- Los grupos de rendimiento universitario usan pirámides humanas como un acrobalance a gran escala . La Compañía de Gymkana de la Universidad de Maryland mantiene viva una tradición al construir una serie de pirámides durante cada uno de sus grandes espectáculos. Acro-Airs de la Universidad Adventista de Washington crea pirámides altas para 3 personas al tiempo que combina habilidades basadas en la alegría y pases de volteo.

### Veneto
- En Venecia hasta el siglo XVIII había torres humanas formadas por Castellani y Nicolotti, habitantes de diferentes partes de Venecia. Sus torres humanas, con un máximo de 8 niveles de hombres, se llamaban Forze d'Ercole. En la cima había un niño, generalmente llamado Cimiereto.

## Cheerleading
Cheerleaders preparándose para la competencia
Las animadoras pueden realizar pirámides humanas con secuencias de acrobacias más difíciles y gimnasia incorporadas en las rutinas. En las porristas, las pirámides son múltiples grupos de acrobacias conectadas aéreamente por los voladores. Esta conexión se puede hacer mediante un simple enlace de manos o con una pirámide de varios niveles. Los volantes que ya están en el aire actúan como bases principales para otro volante o volantes encima de ellos.

## Seguridad
- Las pirámides humanas en los días deportivos escolares provocan preocupaciones de seguridad en los tiempos de Japón 25 de septiembre de 2014
- Lesiones relacionadas con la formación gimnástica a niños en educación física (※ PDF) Journal of Nippon Medical School. Aceptado, 27 de septiembre de 2015
- Una investigación científica del riesgo en grandes formaciones gimnásticas (※ PDF) Yutaka Nishiyama 15 de enero de 2017 NAID: 120005972587